# ジェレミー・サンプター
ジェレミー・サンプター（Jeremy Sumpter、本名Jeremy Robert Myron Sumpter、1989年2月5日-）はアメリカの俳優。カリフォルニア州に生まれ、ケンタッキー州で育つ。現在はロサンゼルスに住んでいる。身長189cm、体重77kg。

## 来歴
カリフォルニア州モントレーで生まれたが、11歳までケンタッキー州の小さな町で双子の姉とともに育てられた。2002年にモデルのオーディションに合格後、家族とともにロサンゼルスに移り住んだ。
2002年アメリカで公開された『Just a Dream』でヤング・アーティスト・アワードのベスト・パフォーマンス賞を受賞。13歳のときにP・J・ホーガン監督の映画『ピーター・パン』の主演に抜擢され、第30回サターン賞の子役賞を受賞する。それまでは実写映画や舞台において「ピーターパンは少女が演じる」という伝統を打ち破った。その後、Tim Skousen監督の『The Sasquatch Gang』（2007年）を始め、数々の映画作品やテレビドラマに出演。人気テレビシリーズ『CSI:マイアミ』では、両親を殺された少女のボーイフレンドを演じている。

## 人物・エピソード
- スポーツを好む役柄を多くこなしてきたため、サーフィン、サッカー、野球、バスケットボール、テニス、スノーボード、ローラーブレード、ゴルフなど多くの趣味を持つ。その他の趣味として「嵐の日の雲を見ること」。
- 好きな映画は『キングコング』、『ツイスター』、『許されざる者』。
- 『ピーターパン』の撮影開始当初約155センチだった身長が、撮影期間中に約20センチも伸びてしまい、一部シーンの取り直しや編集での調整が必要であった。
- 『ピーターパン』でのアクションシーンは全て本人で行い、その為に毎日5時間近く剣術の練習や筋力トレーニングに励んでいた。
- 2回ほど日本に来たことがある。

## 主な出演作品

### 映画
- フレイルティー 妄執 Frailty （2001） 子供時代のアダム役
- ローカルボーイズ LOCAL BOYS （2002）スキート・ドブソン役
- ピーター・パン Peter Pan （2003） ピーター・パン役
- アメリカン・クライム AN AMERICAN CRIME （2007）
- ソウル・サーファー Soul Surfer （2011）
- イントゥ・ザ・ストーム Into the Storm （2014） ジェイコブ・ホッジス役

### テレビ
- クラブハウス Clubhouse （2004-2005）ピート・ヤング役（主演）
- インターネット／甘い誘惑 CYBER SEDUCTION: HIS SECRET LIFE （2005）ジャスティン・ピーターセン役
- CSI:マイアミ CSI: Miami （2007）第5シーズン16話「クラウリー家の崩壊」 ザック・グリフィス役